# Druck
Druck (biał. Друцак) – wieś ze średniowiecznym zamkiem, jedna z najstarszych osad na Białorusi. Siedziba rodu kniaziów Druckich. Do 1793 w granicach Rzeczypospolitej, 40 km od Mohylewa. Dawne miasto, obecnie wieś. Od XII do XVI wieku stolica księstwa druckiego.
Prywatne miasto szlacheckie położone było w końcu XVIII wieku w powiecie orszańskim województwa witebskiego.

## Zabytki
- zamek z kwadratowymi wieżami na rogach posiadał lochy
- dwór z modrzewia od frontu z portykiem z sześcioma kolumnami (trzy po bokach) podtrzymującymi tympanon. Obok dworu park[3].